# Khủng bố hóa học
Khủng bố hóa học là hình thức khủng bố sử dụng các vũ khí hóa học nhằm mục đích tấn công và làm chết nhiều người. Khủng bố hóa học có thể được coi là một hình thức chiến tranh hóa học.

## Lịch sử

### Sử dụng trong nội chiến Sri Lanka
Trong Nội chiến Sri Lanka, lực lượng ly khai Những con hổ giải phóng Tamil Eelam (LTTE) được ghi nhận là tổ chức khủng bố đầu tiên sử dụng vũ khí hóa học phi nhà nước trong cuộc tấn công năm 1990 vào căn cứ Đông Kiran của Quân đội Sri Lanka bằng khí clo. LTTE sau đó tiếp tục sử dụng vũ khí hóa học (bao gồm cả khí CS) cho đến khi thất bại quân sự cuối cùng vào năm 2009.
LTTE đã từng tuyên bố vào năm 1986 rằng họ đã đầu độc trà Sri Lanka bằng chất độc kali xyanua, tuy nhiên không có bằng chứng nào được đưa ra. LTTE cũng bị cáo buộc ngâm dao trong dung dịch chứa xyanua và sử dụng bom dạng viên nhộng chứa xyanua.